# Adjud
Adjud é uma cidade e município da Roménia com 20.776 habitantes, localizada no judeţ (distrito) de Vrancea.

## Nativos
- Dan Botta
- Emil Botta
- Angela Gheorghiu